# Initialisierte Gebärde
In der Gebärdensprache ist eine Initialisierte Gebärde eine Gebärde, die mit einer Handform gebildet wird, die dem Anfangsbuchstaben seines Äquivalents in der lokal vorherrschenden gesprochenen Sprache entspricht, basierend auf dem jeweiligen Fingeralphabet, das die Orthographie dieser gesprochenen Sprache darstellt. In einigen Fällen liegt das daran, dass die lokale gesprochene Sprache mehr als ein Äquivalent zu einer Basisgebärde hat. So sind in der American Sign Language (ASL) beispielsweise die Gebärden für „Klasse“ und „Familie“ dieselben (eine Basisgebärde für eine „Gruppe von Leuten“), außer dass „Klasse“ mit der Handform „C“ und „Familie“ mit der Handform „F“ gebildet wird. In anderen Fällen ist eine Initialisierung zur Disambiguierung erforderlich, obwohl die Gebärden semantisch nicht verwandt sind. So wird in ASL beispielsweise „Wasser“ mit der Handform „W“ gebildet, die den Mund berührt, während „Zahnarzt“ abgesehen von der Handform „D“ ähnlich ist. In anderen Fällen wird keine Initialisierung zur Disambiguierung verwendet; Die ASL-Gebärde für „Aufzug“ ist beispielsweise die Handform „E“, die sich entlang des aufrechten Zeigefingers der anderen Hand auf und ab bewegt.
Die große Anzahl initialisierter Gebärden in ASL und der Langue des Signes Française ist teilweise ein Erbe des Systems Abbé de l’Épées der methodischen Zeichen (les signes méthodiques), in dem die Handformen der meisten Zeichen geändert wurden, um dem Anfangsbuchstaben ihrer Übersetzung in der lokalen gesprochenen Sprache zu entsprechen, und (im Fall von ASL) teilweise ein neuerer Einfluss des manuell kodierten Englisch.

## Verwendung in Gebärdensprachen
Gebärdensprachen verwenden initialisierte Gebärden in unterschiedlichem Ausmaß. Einige, wie die Taiwanese Sign Language und die Hong Kong Sign Language haben überhaupt keine, da sie keine manuellen Alphabete und somit keine Fingeralphabete haben. In der Japanischen Gebärdensprache (JSL) gibt es Kana-basierte initialisierte Gebärden, die nur die erste Mora des entsprechenden japanischen Wortes enthalten. Beispielsweise enthält die Gebärde für „Gefühl“ in JSL das Kana-Zeichen „KI“ der japanischen Silbenschrift, wie im Japanischen 気持ち (kimochi). Muttersprachler mit Gebärden akzeptieren jedoch nur Zeichen, die den phonologischen Beschränkungen entsprechen.
In der ASL werden initialisierte Gebärden üblicherweise als „Hörzeichen“ betrachtet und in Schulen verwendet, um Schülern beim Erlernen der englischen Sprache zu helfen, obwohl einige, wie das oben genannte „Wasser“, vollständig assimiliert werden. In der Mexican Sign Language gibt es jedoch viel mehr initialisierte Gebärden und sie sind vollständiger in die Sprache integriert. Dies ist auch bei der Nepali Sign Language der Fall und stellt vielleicht einen der auffälligsten strukturellen Unterschiede zwischen dem Wortschatz der Nepali Sign Language und dem der benachbarten Indo-Pakistan Sign Language (IPSL) dar, die (vielleicht teilweise aufgrund ihres beidhändigen Alphabets) wesentlich weniger initialisierte Gebärden, aber eine ganze Reihe „sequenzieller Initialisierungen“ aufweist (d. h. zusammengesetzte Gebärden, die aus dem Anfangsbuchstaben des Wortes bestehen, der einem Buchstaben entweder vorangeht oder folgt, z. B. „C“ + BOSS = CAPTAIN in IPSL (Glossen)).